# Омельянец, Николай Иванович
Омельянец Николай Иванович (9 апреля 1938, Кривой Рог, Днепропетровская область — 16 сентября 2021, Киев) — советский и украинский гигиенист, доктор медицинских наук (1975), профессор (1977). Лауреат Государственной премии Украины в области науки и техники (2007).

## Биография
Родился 9 апреля 1938 года в городе Кривой Рог.
В 1961 году окончил Днепропетровский медицинский институт, врач-гигиенист.
В 1975 году получил степень доктора медицинских наук, профессор с 1977 года.
В 1981—1986 годах — заведующий кафедрой общей гигиены Национального медицинского университета имени О. О. Богомольца.
В 1986—2006 годах — заведующий лабораторией медицинской демографии Института радиационной гигиены и эпидемиологии Национального научного центра радиационной медицины.
Умер 16 сентября 2021 года в Киеве.

## Научная деятельность
Автор более 130 научных работ, посвящённых специальным методам очистки питьевой воды, касающимся гигиенических проблем жизнеобеспечения в герметичных объектах и радиационной гигиене.

### Научные труды
- Гигиена применения ионообменных смол в водоснабжении (1979).
- Гигиеническая оценка качества газообразного кислорода, получаемого электролизом воды в системе с твёрдым полимерным электролитом (1986).
- Радио-биофизические и медико-гигиенические последствия Чернобыльской катастрофы: пути познания и преодоления: практическое руководство семейного врача (2017, соавторы Владимир Григорьевич Бебешко, Борис Самуилович Пристер).

## Награды
- Государственная премия Украины в области науки и техники (2007).